# Інбар Ланір
Інбар Ланір (3 квітня 2000 , Єгуд, Ізраїль ) — ізраїльська дзюдоїстка, срібна призерка Олімппійських ігор 2024 року, бронзова призерка Олімппійських ігор 2020 року, чемпіонка світу.

## Виступи на Олімпіадах
| Олімпіада  | Дисципліна      | Місце |
| ---------- | --------------- | ----- |
| Токіо 2020 | до 78 кг        | 9     |
| Токіо 2020 | змішана команда | 3     |
| Париж 2024 | до 78 кг        | 2     |
| Париж 2024 | змішана команда | 9     |

## Досягнення
Джерела:
| Рік  | Турнір               | Місце | Прим.               |
| ---- | -------------------- | ----- | ------------------- |
| 2021 | Grand Slam, Ташкент  | 3     |                     |
| 2021 | Grand Slam, Тбілісі  | 3     |                     |
| 2021 | Grand Slam, Париж    | 3     | [ 4 ] [ 5 ] [ 6 ]   |
| 2021 | Grand Slam, Баку     | 2     | [ 7 ] [ 8 ]         |
| 2021 | Grand Slam, Абу-Дабі | 3     | [ 9 ] [ 10 ] [ 11 ] |
| 2022 | Grand Prix, Алмада   | 3     |                     |

## Зовнішні посилання
- Інбар Ланір на сайті International Judo Federation (англійська)
- Інбар Ланір на сайті JudoInside.com (англійська)
- Інбар Ланір на сайті AllJudo.net (французька)
- Інбар Ланір на сайті Olympics.com (англійська)
- Інбар Ланір на сайті Olympedia (англійська)
- Інбар Ланір на сайті Olympic Committee of Israel (іврит)